# The Girl in White
The Girl in White is een Amerikaanse dramafilm uit 1952 onder regie van John Sturges. De film werd destijds uitgebracht onder de titel Meisjes in 't wit.

## Verhaal
Dr. Emily Dunning is de eerste vrouwelijke arts in New York. Op weg naar de top ondervindt ze veel vooroordelen van haar mannelijke collega's. Niettemin lijkt ze op een gegeven ogenblik het verdiende respect te winnen.

## Rolverdeling
| Acteur           | Personage          |
| ---------------- | ------------------ |
| June Allyson     | Dr. Emily Dunning  |
| Arthur Kennedy   | Dr. Ben Barringer  |
| Gary Merrill     | Dr. Seth Pawling   |
| Mildred Dunnock  | Dr. Marie Yeomans  |
| Jesse White      | Alec               |
| Marilyn Erskine  | Zr. Jane Doe       |
| Herbert Anderson | Dr. Barclay        |
| Gar Moore        | Dr. Graham         |
| Don Keefer       | Dr. Williams       |
| Ann Tyrrell      | Zr. Bigley         |
| James Arness     | Matt               |
| Curtis Cooksey   | Commissaris Hawley |
| Carol Brannon    | Zr. Wells          |
| Ann Morrison     | Zr. Schiff         |
| Jo Gilbert       | Zr. Bleeker        |